# World Athletics Label Road Races

Label bis 2019

Logo des Leichtathletik-Weltverbandes World Athletics

World Athletics Label Road Races (bis 2019 IAAF Label Road Races) ist eine vom Weltleichtathletikverband World Athletics (bis 2019: IAAF) 2008 eingeführte Einsortierung von Straßenläufen. In den ersten beiden Jahren vergab World Athletics an die ausgewählten Laufveranstaltungen die Label Gold und Silver. Seit 2010 gibt es auch das Label Bronze sowie seit 2020 Platinum.
Ab 2021 wurden die Label umbenannt. Aus Platinum wurde Elite Platinum Label, Gold wurde zu Elite Label und die Silver und Bronze Labels wurden zu Label Races zusammengefasst.
Zur Saison 2023 wurden die Rennen wieder, wie zuletzt 2020, in vier Gruppen aufgeteilt. Jetzt mit den Bezeichnungen: Platinum Label, Gold Label, Elite Label und Label Races.
Um in den Genuss eines der Label zu gelangen, müssen einige organisatorische Kriterien erfüllt werden. So müssen Sicherheits- und medizinische Standards erfüllt werden und eine gute Infrastruktur für die Teilnehmer und die Medien geschaffen werden. Die entscheidenden Faktoren, welches Label ein Lauf erhält, sind aber die Anzahl der Spitzenläufer und der Umfang der internationalen Fernsehberichterstattung.